# Grootbekrog
De grootbekrog (Amblyraja robertsi) is een vissensoort uit de familie van de Rajidae. De wetenschappelijke naam van de soort is voor het eerst geldig gepubliceerd in 1970 door Hulley.